# Niemyje-Skłody
Niemyje-Skłody – wieś w Polsce położona w województwie podlaskim, w powiecie bielskim, w gminie Rudka.
W latach 1975–1998 miejscowość należała administracyjnie do województwa białostockiego.
Wierni kościoła rzymskokatolickiego należą do parafii Matki Bożej Królowej Polski w Niemyjach Nowych.